# Crash Bash
Crash Bash es un videojuego de PlayStation desarrollado por Eurocom que salió a la venta el 6 de noviembre de 2000. Fue distribuido por Sony Computer Entertainment y pertenece al género de los llamados minijuegos. El juego es la quinta entrega de la saga Crash Bandicoot, aunque no tiene relación directa con los sucesos de Crash. Además de ser el segundo videojuego de Crash en no ser desarrollado por Naughty Dog el otro es Crash Bandicoot 99x.
Está compuesto por una serie de minijuegos en los que los distintos personajes han de conseguir eliminar a los otros o conseguir la máxima puntuación. Está organizado en las típicas fases de esta saga, las fases Warp Room, cada una con un jefe final al que el jugador ha de enfrentarse tras superar los minijuegos anteriores.

## Modalidades de juego

### Modo Aventura
En el "Modo Aventura", primero deberás seleccionar a un personaje, ya sea del Equipo de Aku Aku (Crash, Coco, Tiny, y Dingodile) o del Equipo de Uka Uka (Cortex, Brio, Kong, Rilla Roo).
Con tu personaje seleccionado, deberás completar 5 Warp Rooms, los que tienen 4 o más transportadores:
-4 o más transportadores (dependiendo del Warp Room) te llevarán a participar en los minijuegos. La primera vez que accedas a un minijuego, deberás ganar tres rondas para obtener el trofeo. Ya conseguido el trofeo, puedes participar nuevamente por otra recompensa, como la gema verde, el cristal, la reliquia de oro o la reliquia de zafiro.
-El transportador lila te llevará a enfrentarte con el Jefe del Warp Room en el que te encuentras. Antes de acceder a este transportador, deberás cumplir con los requisitos que exige cada Jefe. Una vez que logres acceder al transportador y derrotar al Jefe, se desbloqueara el siguiente Warp Room.
-El transportador siguiente te permite navegar hacia los otros Warp Rooms.
-Y el último transportador, te permite guardar tu progreso en el juego.

### Modo Batalla
Jugarás de 1 a 4 jugadores en esta modalidad, en la cual podrás elegir el nivel, la cantidad de partidas a ganar, la dificultad, o si es un duelo o batalla en equipo.

### Torneo
En esta modalidad del juego, primero como siempre, deberas elegir a un personaje, después deberas elegir, la dificultad y la cantidad de victorias, necesarias para pasar al siguiente minijuego y por último deberas elegir, en que minijuegos quieres participar, ya sea en los de naves, en los de los osos, en el de pintar casillas, en el de cajas, en los tanques, en los de carreras o en los de juegos medievales.

## Historia
En una parte desconocida del espacio, Aku Aku tiene una discusión con su hermano Uka Uka si el bien es más fuerte que el mal. Aku Aku decide que se debe resolver de una vez por todas, pero cuando intenta Uka Uka luchar contra su hermano, Aku Aku le recuerda que no puede haber malicia entre ellos. Uka Uka y Aku Aku se ponen de acuerdo sobre la celebración de un concurso, con amistades de Aku Aku y Uka Uka. Aku Aku cita a Crash y a Coco, mientras que Uka Uka cita al Doctor Neo Cortex, Doctor Nitrus Brio, Tiny Tiger, Koala Kong, Dingodile y Rilla Roo. Aku Aku protesta, porque Uka Uka tiene demasiados jugadores. Uka Uka dice que él tiene más poder, pero Aku Aku exige que le entregue dos de su equipo. Uka Uka acepta y permite elegir a su hermano. Finalmente, Aku Aku decide elegir a Tiny Tiger y a Dingodile. Con eso, los juegos finalmente podrán comenzar.
Si gana el lado bueno, Uka Uka, muy furioso, exige saber qué tipo de engaño se utilizó para derrotar a su equipo. Aku Aku niega cualquier uso de trucos, y anuncia que él sabía desde el principio que Uka Uka intentó robar los cristales. Uka Uka, lleno de ira, decide enojarse con Cortex y Brio cuando Aku Aku guarda los cristales fuera una piedra en el gabinete. Afirma que los cristales son demasiado poderosos para dejarlos tirados, y en que el gabinete permanecerá seguro para toda la eternidad. Uka Uka se expulsa al espacio.
Si gana el lado malo, una tormenta sobrenatural cae en todo el universo en la que se anuncia que Uka Uka ha ganado. Él se pone de manifiesto que a lo largo de su plan para robar los cristales, y que ahora todos son suyos, junto con su poder. Aku Aku se pregunta cómo la Tierra podría ser tan ingenua para pensar que el bien de por sí podría triunfar sobre el mal. Uka Uka ahora que se ha convertido en demasiado poderoso para cualquier persona para manejar, Aku Aku alega Crash y Coco huir y salvar sus vidas. El Poderoso Uka Uka grita que en ninguna parte hay lugar para ocultar.
Si un jugador es bueno y el otro jugador es malo, Aku Aku y Uka Uka indicarán que deben luchar entre sí para saber qué lado es más fuerte. El minijuego, llamado "Tie Breaker", es un nivel de aplastamiento, con música de Papu Pummel. Aquí, los jugadores luchar unos contra otros con las mismas normas y eventos que ocurren en el nivel Jungle Bash. La única diferencia entre los dos minijuegos es un extra que sólo consta de dos jugadores y se lleva a cabo en el hiperespacio en un suelo de piedra con pequeños muros de piedra alrededor de los bordes. Después de ganar una ronda, el locutor dice "El bien gana" por el personaje bueno y "El mal gana" por el personaje malo. Cualquiera que gane tres rondas determina el final.

## Desarrollo
El juego fue diseñado por el diseñador y jefe de la PlayStation, Mark Cerny, desarrollado por la empresa Eurocom con Universal Interactive Studios y lanzado por Sony Computer Entertainment. La música está compuesta por Steve Duckworth. Este es el primer videojuego de Crash Bandicoot en no ser desarrollado por la desarrolladora de los anteriores juegos, es decir Naughty Dog.

## Recepción
El juego recibió críticas "mixtas o promedio", de acuerdo con la página de reseñas de videojuegos Metacritic. Human Tornado de GamePro señaló que la colección de minijuegos se construyó para cuatro jugadores simultáneos y agregó que el juego era más divertido con más personas. Shawn Sparks de Game Revolution elogió los gráficos "sólidos", el número de minijuegos y el "gran" modo multijugador. Doug Perry de IGN concluyó que el juego no era original y algo superficial, pero funcionaba como un "imán social entre la élite geek". Ryan Davis de GameSpot describió Crash Bash como más bien aburrido y mediocre.
Crash Bash recibió un premio de ventas "Platino" de la Asociación de Editores de Software de Entretenimiento y Ocio (ELSPA), lo que indica ventas de al menos 300,000 copias en el Reino Unido.

## Demo deSpyro: Year of the Dragon
A pesar de que Naughty Dog ya no hacía juegos de Crash Bandicoot, en el 2000, Insomniac Games le dijo a Eurocom que si pudieran incluir una demo del videojuego que estaban desarrollando por aquel entonces, es decir, Spyro the Dragon 3: Year of the Dragon, y Eurocom aceptó incluir la demo, así mismo Insomniac Games también aceptó la demo de Crash Bash que también se desbloquea con un código en el juego, al igual que Warped y CTR, además ésta sería la última vez que se incluirían demos de videojuegos de Crash Bandicoot y de Spyro el Dragón, ya que Insomniac Games se fue con Sony Computer Entertainment para desarrollar Ratchet & Clank, además de que Vivendi no daba tiempo a sus desarrolladores de incluir las demos de videojuegos de Crash y Spyro en los juegos que hacían a la par de tiempo.
La demo de Spyro 3: Year of the Dragon se desbloquea de una manera distinta a como se desbloqueaban las demos de los 2 títulos anteriores del dragón en Warped y CTR, la manera de desbloquear la demo del tercer título de Spyro, es presionando mientras se dan créditos en el intro del juego a Sony Computer Entertainment, y a Universal Interactive Studios, este código al igual que los juegos anteriores de Crash con demos de Spyro, se debe de mantener la siguiente cifra de botones:
L1+R1+□+START (Estos se deben presionar en su respectivo orden, desde L1, hasta el botón START).